# Ceryx macula
Ceryx macula är en fjärilsart som beskrevs av Embrik Strand. Ceryx macula ingår i släktet Ceryx och familjen björnspinnare. Inga underarter finns listade i Catalogue of Life.